# Batalla de Veszprém
La batalla de Veszprém (en húngaro: veszprémi csata) sucedió en 997, cuando las fuerzas de San Esteban I de Hungría vencieron a las del líder Cupan, quien deseaba destronarlo mediante la Rebelión de Cupan. 

## Antecedentes del conflicto
El Gran Príncipe Géza de Hungría falleció en el 997. De inmediato, Cupan, un pariente lejano suyo, se alzó contra el heredero Esteban. Según las leyes antiguas húngaras, el miembro mayor de la familia heredaba el trono del Principado, sin importar que fuese hijo o descendiente directo del fallecido monarca. Por otra parte, según las costumbres cristianas introducidas por Géza, el heredero sería el hijo mayor de este. Así, Cupan intentó reclamar el trono húngaro por medio de las leyes antiguas y su alzamiento concluyó en la batalla de Veszprém.

## La batalla

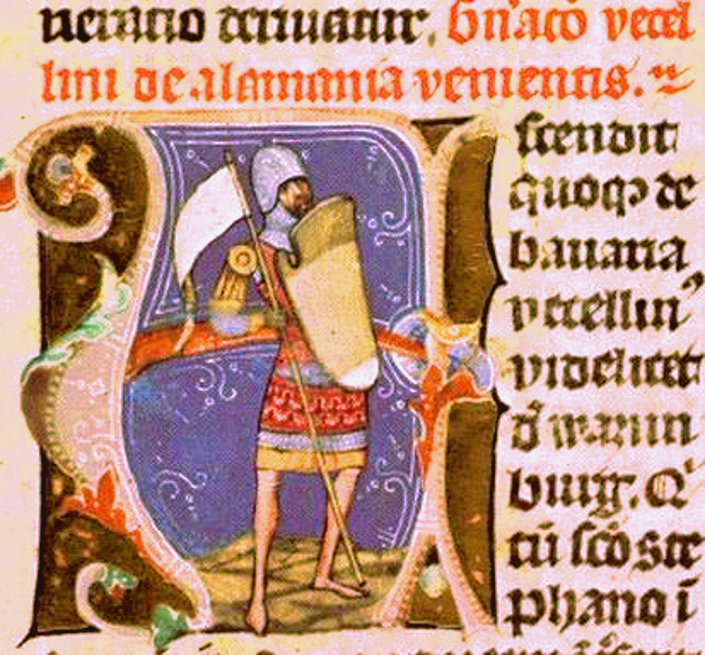
Conde Vencelino de Wasserburg. Imagen de la Crónica Ilustrada húngara.

Con el matrimonio de Esteban y Gisela de Baviera, muchos nobles alemanes habían venido con la princesa a Hungría. Entre ellos se hallaba el Conde Vencelino de Wasserburg, a quien le fue confiado el mando en la batalla contra Cupan. Los caballeros Hont y Pázman (en alemán: Hunt und Patzmann) también habían venido desde Suabia junto con sus siervos, uniéndose a las fuerzas germánicas. El noble Csanád, de las tierras húngaras del Este, fue el otro comandante que derrotaría a las tropas paganas. 
La batalla se libró junto a Veszprém, probablemente donde se halla actualmente el asentamiento de Sóly, y Cupan fue vencido, ejecutado y posteriormente descuartizado. Sus cuatro pedazos fueron colocados en las cuatro ciudades más importantes de Hungría para la época (Veszprém, Gyulafehérvár, Győr, Esztergom) como advertencia para todos aquellos que deseasen retar el poder central del nuevo rey.